# Paweł Olkowski
Paweł Olkowski [paveu olkovski] (* 13. února 1990, Ozimek, Polsko) je polský fotbalový obránce a reprezentant, od roku 2014 hráč klubu 1. FC Köln.
Mimo Polsko si vyzkoušel klubové angažmá v Německu.

## Reprezentační kariéra
Olkowski nastupoval za polský mládežnický reprezentační výběr U21.
V polském národním A-mužstvu debutoval 15. 11. 2013 v přátelském utkání ve Wrocławi proti týmu Slovenska (prohra 0:2).

S polskou reprezentací se na podzim 2015 radoval z postupu na EURO 2016 ve Francii.